# Панов, Александр Владимирович
Алекса́ндр Влади́мирович Пано́в (род. 21 сентября 1975 года, Колпино, Ленинград, СССР) — российский футболист, нападающий. Мастер спорта России. Выступал на протяжении карьеры за санкт-петербургский «Зенит», «Динамо» из Санкт-Петербурга, Вологды и Москвы, московское «Торпедо», китайский «Баокан», французский «Сент-Этьенн» и швейцарскую «Лозанну». Славу снискал во время выступления в конце 1990-х за санкт-петербургский «Зенит», в составе которого завоевал в 1999 году Кубок России и стал кумиром петербургских болельщиков. За сборную России провёл 17 матчей и забил 4 гола, в том числе два в ворота Франции в гостевом матче 5 июня 1999 года, когда россияне сенсационно переиграли действующих чемпионов мира со счётом 3:2; вместе с тем за сборную не сыграл ни на одном крупном турнире. Карьеру игрока завершил в 2010 году, с 2013 года руководит детской футбольной школой «Пантера» в Москве.

## Ранние годы
Александр Панов родился 21 сентября 1975 года в Колпино (район Санкт-Петербурга). Отец (род. 8 июня 1949 года) — рабочий деревообрабатывающего завода, на котором изготавливали балки из брёвен, вытащенных из рек. Мать — кондитер. До второго класса Панов проживал, по собственным словам, в доме без воды и отопления (с колонкой и печкой, которую топили дровами), а в возрасте восьми лет семья переехала в отдельную квартиру.
С детства играл во дворовый футбол и хоккей, мечтая выступать в составе «Зенита», однако при этом был «трудным подростком». В 1990-е годы подрабатывал с другом, продавая обувь на рынке, которую ввозил муж сестры друга; в возрасте 14 лет торговал помидорами на рынке. По собственным словам, когда у него не было возможностей играть в футбол, он вынужден был развлекаться с помощью вредных привычек: со второго класса Панов начал курить, в возрасте 11 лет на Новый год впервые попробовал алкоголь, а в возрасте 15 лет попробовал наркотики с друзьями.
Панов утверждал, что был частью некоей преступной системы: над ними были некие взрослые люди, которые заставляли подростков распространять и сбывать наркотики. В связи с тем, что родители мало зарабатывали, а семья проживала в нищете, Панов со сверстниками нередко вынужден был идти на грабежи, причём многие из его сверстников в итоге отправились в тюрьму за многочисленные случаи разбоя.

## Клубная карьера

### Первое пребывание в «Зените»
Панов — воспитанник детской команды «Ижорец» (тренер — Валентин Тимошенко) и СДЮШОР «Зенит» (тренеры — Николай Воронин, Вячеслав Булавин). В 1993 году Панов по рекомендации Алексея Стрепетова был направлен во второй состав «Зенита»: выступая в том сезоне в 5-й зоне второй лиги, Панов стал лучшим бомбардиром, забив 16 мячей. В том же 1993 году участвовал в турнире в Шанхае под флагом сборной Санкт-Петербурга. По воспоминаниям Панова, против дубля «Зенита» во второй лиге играли команды, составленные не из молодых игроков, а из взрослых людей, обладавших сильными морально-волевыми качествами.
Вместе с тем у него были серьёзные проблемы с дисциплиной, связанные с его дурными привычками: так, из-за нарушения дисциплины перед выездной игрой против ивановского «Текстильщика» Панов был раскритикован командой настолько, что даже подумывал завершить игровую карьеру. Из-за наркотической зависимости он нередко пропускал тренировки, а по воспоминаниям Бориса Рапопорта, всякий раз, когда Панов приезжал из Колпина, его просили показать руки, чтобы проверить, не было ли там следов от шприца с наркотиками. Во время одного из выступлений за дубль «Зенита» Панов чуть не умер от передозировки героина: его спасли друзья, сумев сделать искусственное дыхание и запустить сердце. Пытаясь побороть в себе наркотическую зависимость, Панов стал чаще выпивать, а вскоре угодил в больницу с воспалением лёгких. От своих дурных зависимостей начал избавляться после того, как его подготовкой всерьёз занялся Виктор Лебедев, а полное избавление от наркотиков произошло после того, как перенёс пневмонию и пролежал месяц в больнице.
Тренируясь в составе «Зенита», Панов держался на равных с опытными игроками, при этом не поддаваясь на провокации. Дебют Панова в основном составе состоялся в 1994 году, когда он стал конкурировать за место в составе с Владимиром Куликом и Игорем Зазулиным. Год для «Зенита» оказался крайне неудачным: команда заняла 13-е место в первой лиге, а тренерский штаб даже не стал рассматривать кандидатуру Панова в качестве игрока основного состава на следующий год. Главный тренер «Зенита» Вячеслав Мельников, покидая свой пост, намеревался пригласить Панова в «Торпедо» из Павлово-на-Оке, однако руководство клуба добро на этот переход не дало.

### «Динамо» Вологда и «Баокан»
В 1995 году Панов был отправлен выступать за вологодское «Динамо» во второй лиге: этот перевод помог ему бросить курить и заодно набрать нужные для игры в высшей лиге России игровые кондиции, хотя сам игрок говорил, что за время выступления во второй лиге «намотался по деревням». За команду Панов сыграл всего три матча, после чего президент клуба Павел Яковлев заявил, что «дворовых футболистов» уровня Панова в Вологде хватает, и попросту выгнал его из команды, дав деньги на билет до Петербурга.
В 1996 году Панов перешёл в китайский клуб «Баокан», предложение от которого ему поступило после участия дубля «Зенита» в турнире в Китае. Физические нагрузки, которым подвергался Панов на трёхразовых тренировках в Китае (по 2 часа каждая), во многом помогли ему попасть в основной состав «Зенита» при Анатолие Бышовце: в частности, утром проходила работа с мячом, днём был кросс, вечером — подъём штанги. Всё это позволило Панову преодолеть последствия употребления алкоголя и наркотиков, а также восстановить былые силы. Выступая во втором дивизионе за «Баокан», Панов в 12 матчах забил 19 голов. Несмотря на его успехи, тренировавший петербургскую команду Павел Садырин не проявил никакого интереса к игроку.

### Второе пребывание в «Зените»
Панов вернулся в «Зенит» в 1997 году и отыграл там ещё три года. Первые два года в основном составе при Анатолии Бышовце он закрепиться не мог, хотя показывал лучшие результаты по итогам тестов на физподготовку. На Панова Бышовец обратил внимание, по одной версии, после вызова игрока в сборную России, по другой — после ухода из клуба Владимира Кулика и Дениса Зубко. Панов оправдал доверие Бышовца, начав выходить и забивать голы: первый гол в высшем дивизионе он забил 18 июня 1997 года в игре против калининградской «Балтики». Из важных клубных встреч в своей карьере Панов выделял в том же 1997 году матч «Зенита» 23 августа против «Торпедо-Лужники», когда вышел на замену при счёте 0:2, а «Зенит» победил 3:2 благодаря голевой передаче Панова, сделанной на Геннадия Поповича. 5 сентября того же года Панов сыграл в матче между сборными Санкт-Петербурга и Москвы, приуроченном к 100-летию российского футбола: он заменил в перерыве Поповича и забил второй гол петербуржцев, принеся победу 2:0 (на 76-й минуте он уступил место на поле Олегу Саленко). Также 28 марта в стартовом туре чемпионата России 1998 года игра Панова позволила «Зениту» сенсационно обыграть «Спартак» 2:1.
Анатолий Бышовец, характеризуя игру Панова в 1997 году, отмечал, что он «возмужал, окреп физически, не боится брать игру на себя», но констатировал наличие у Панова немалых проблем в завершающей стадии атаки. Материальное положение клуба значительно улучшилось: во время встречи с губернатором Санкт-Петербурга Владимиром Яковлевым тот предложил игрокам высказать свои пожелания, и Панов попросил клубный автобус для команды (просьбу выполнили, доставив новый автобус из Германии). Также при Бышовце на базе в Удельной появилась библиотека. Физическая подготовка при этом в клубе была чревата серьёзными перегрузками и даже травмами: игрокам, которые только восстанавливались после травм, нередко предъявляли листы с недельными программами тренировок, включавшими пробежки и разные упражнения. Панов утверждал, что получал в «Зените» намного меньшую зарплату по сравнению с той, которую платили игрокам в 2000-е, при этом премиальные были в четыре раза больше по сравнению с контрактной ставкой, а в клубе у игроков был всего один выходной в неделю. Заключая новый контракт с клубом, Панов однажды договорился со спортивным директором Юрием Морозовым о зарплате в 500 долларов, однако в день переговоров в администрации сломался принтер, из-за чего официальное подписание договора отложили. По совету одноклубника Андрея Кондрашова Панов зашёл обсудить с Бышовцем контракт, и тренер предложил повысить ставку до 1500 долларов. Морозов был возмущён, однако вынужден был пойти на условия Панова.
26 мая 1999 года Александр Панов выиграл с командой Кубок России, забив в проходившем в «Лужниках» финале два гола против московского «Динамо» и принеся клубу победу со счётом 3:1. Перед игрой у Панова была диагностирована небольшая травма колена, однако он вышел на матч. Панов отличился на 55-й и 58-й минутах матча при счёте 0:1. Первый гол он забил, пробив с лёта с левой ноги, а второму голу предшествовали ввод мяча в игру Романом Березовским, скидка Геннадия Поповича в центре и удачный отскок от газона: Панов прокинул мяч в свободную зону после отскока и убежал один на один. Роман Максимюк забил третий гол «Зенита». За победу Панов получил в подарок четырёхкомнатную квартиру в престижном районе на Крестовском острове, которую в шутку называл «Трофейной», а на премиальные за победу в Кубке (они не превышали 20 тысяч долларов) приобрёл автомобиль BMW X3. Финал Кубка России Панов называл одним из двух важнейших для себя матчей 1999 года (вторым был матч против Франции 5 июня того же года); перед финалом у него болело колено, и пришлось сделать укол. После финала, по словам Панова, у него было опустошение, которое отразилось на его игре в следующем туре чемпионата России в Нижнем Новгороде. По случаю победы «Зенита» болельщики в шутку начали предлагать переименовать Колпино в Ново-Паново, а названия двух основных магистралей Санкт-Петербурга в улицы «Первого гола Панова» и «Второго гола Панова» соответственно.
Играя за «Зенит», Панов неоднократно получал предложения перейти в московский «Спартак», что дало бы ему шанс бороться за титул чемпиона России и право играть в Лиге чемпионов, однако переход в стан «красно-белых» счёл для себя неприемлемым, решив не отказываться от преданности клубу и болельщикам: те утверждали, что поймут переход Панова в любой московский клуб, кроме «Спартака». Одно из таких предложений прозвучало в 1999 году от Олега Романцева во время пребывания Панова на базе сборной: позже Панов неоднократно выражал сожаление тому, что отказал Романцеву. С трибун «Спартака» и других московских клубов во время игр против «Зенита» в адрес Панова звучали гул, свист, а иногда даже оскорбления, в которых припоминалось сомнительное прошлое игрока.
Последнюю игру за «Зенит» в чемпионате России перед отъездом за границу Панов провёл 27 июня 2000 года против воронежского «Факела», которая завершилась победой петербуржцев 5:0, а Панов благодаря забитому голу в матче побил снайперский рекорд Владимира Кулика, забив всего за клуб в промежуток с 1997 по 2000 годы 25 мячей. После раздачи автографов он совершил круг почёта по беговой дорожке стадиона имени Кирова. 1 июля он провёл последнюю еврокубковую игру за «Зенит» в Кубке Интертото 2000 против словенского клуба «Приморье», забив последний свой гол в еврокубках за «Зенит» в тот период и принеся команде победу 3:1.

### «Сент-Этьенн» и «Лозанна»
В 2000 году Панов уехал во французский «Сент-Этьенн», игравший в Лиге 1, с которым заключил контракт на четыре года: за переход игрока клуб заплатил 5 млн долларов, приобретя также и вратаря Романа Березовского (позже контракт между Березовским и «Сент-Этьенном» был расторгнут). Интерес у французского клуба к Панову появился как раз после матча между Францией и Россией в Сен-Дени, а договор был заключён в кабинете президента «Зенита» Виталия Мутко на специальной церемонии, на которой присутствовали два представителя руководства французского клуба. Дебют Панова состоялся 29 июля 2000 года в игре 1-го тура чемпионата Франции против «Генгама», когда он отыграл 86 минут в паре с Алоизио, сделав на него голевую передачу, и заставив защитника «Генгама» Южвяка после прострела срезать мяч в свои ворота (итог — 2:2). 12 августа он забил свой первый гол в игре против «Тулузы», приняв передачу от Алоизио, обыграв вратаря и отправив мяч в сетку уже на 4-й минуте (была зафиксирована ничья 1:1, а Панов отыграл все 90 минут). Однако Александр вскоре потерял игровую практику в клубе и отыграл только 7 матчей в первом сезоне: причиной небольшого количества выступлений были преимущественно травмы. При этом сам Панов в интервью журналистам говорил, что все его трудности были временными и скоро он адаптируется в команде.
Осенью 2000 года у Панова был диагностирован хронический гайморит, из-за чего он пропустил ряд матчей (в том числе и игры сборной). Его команда, пропускавшая много мячей по ходу сезона, в отсутствие Панова дозаявила в состав бразильца Луиса Альберту, однако в связи с лимитом на легионеров в Лиге 1 (не более трёх иностранцев — людей, не имевших гражданства ЕС) Панова решили отправить в Швейцарию на правах аренды. 14 октября 2000 года Панов стал игроком «Лозанны», куда сам изначально ехать не собирался; против этого хода также выступал новый тренер команды Джон Тошак. Однако и во время аренды «Лозанной» Панова продолжали преследовать травмы, из-за чего он фактически оставался без практики. Итогом стали всего 4 сыгранных матча за «Лозанну», поскольку Панов пролечился три месяца от гайморита, и ни в одном из них он не выходил в стартовом составе, появляясь на поле только после выхода на замену. Сезон 2001/2002 Панов провёл в Лиге 2, а последующие коррупционные скандалы в клубе и попытки заявить иностранцев, получавших паспорта граждан ЕС, привели к тому, что Панов решился окончательно покинуть Францию.
По утверждению Александра Панова, во Франции врачи поставили ему диагноз «гепатит C» и заявили, что ему придётся закончить игровую карьеру. Панов полагал, что вирус гепатита мог появиться в организме из-за употребления наркотиков, хотя перед подписанием контракта петербургские врачи провели полное медицинское обследование и не обнаружили никаких признаков болезни. Французские врачи предприняли меры, чтобы обеспечить дальнейшие выступления Панова, однако позже он стал задаваться вопросом, не имела ли место врачебная ошибка: по его мнению, заявления о гепатите могли быть попыткой французского клуба попросту не заплатить «Зениту» за трансфер. Французский клуб выплатил «Зениту» первоначально только половину суммы, а другую половину обязался выплатить только после того, как проиграл судебный процесс в 2009 году. Последующие обследования в петербургской клинике показали, что в организме Панова красные тельца преобладали над белыми, что гипотетически могло перерасти в гепатит C, но самой болезни не обнаружили. Хотя диагноз не подтвердился, от Панова, по его словам, попросту отвернулся «Зенит», который прервал с ним переговоры о возвращении.

### «Динамо» Москва, «Динамо» Санкт-Петербург и «Торпедо» Москва
В течение целого года Панов фактически не выступал за «Сент-Этьенн», а в одном из интервью утверждал, что тому виной были некие проблемы с «внутренними органами». Вскоре французский клуб выставил его на трансфер, даже не дав ему долечиться до конца. Панов предпринял попытку вернуться в «Зенит», с которым начал совместные тренировки. Однако президент клуба Виталий Мутко и тренер команды Юрий Морозов, изначально не возражавшие против возвращения Александра, неожиданно отказались от идеи трансфера. В 2002 году Панов с помощью Константина Сарсании перешёл в московское «Динамо», чтобы набираться игровой практики (с президентом клуба договорился лично Сарсания). Стараниями тренера Александра Новикова Панов сумел восстановить игровые кондиции, однако отличился всего 4 раза за год. Его изначальный контракт был рассчитан на 5 лет, а в самой Москве Панов в это время проживал недалеко от Садового кольца. Выступая за «Динамо», он вышел на поле 19 августа против «Зенита» и был удалён на 77-й минуте за вторую жёлтую карточку (получил первую на 60-й минуте), но его команда одержала победу 2:1. Во время выступлений он получил всего одно серьёзное предложение от «Алании».
В 2003 году Панов играл уже за санкт-петербургское «Динамо»: по собственным словам, накануне сезона он рассматривал предложения только от московских или санкт-петербургских клубов, однако многие команды «списали» Панова со счетов и решили его не брать. Очередная попытка договориться с Мутко о возвращении в «Зенит» потерпела неудачу: несмотря на телефонную договорённость о встрече для обсуждения условий контракта, Мутко так и не нашёл на неё время. Со слов Вячеслава Малафеева, новый тренер «Зенита» Власимил Петржела и вовсе не решился покупать Панова из-за его сложного характера. В составе петербургских динамовцев в 2003 году Панов отличился 23 раза.
В 2004—2006 годах Панов выступал за «Торпедо», называя годы выступления за этот клуб яркими в своей карьере, поскольку он оправился после многочисленных травм и смог сыграть в свою силу. За время выступлений в «Торпедо» получал неплохие премиальные даже при поражении, если команда показывала качественную игру. При этом Панов утверждал, что с 2005 года «Торпедо» находилось на пути в пропасть, поскольку в команду набирали детей из ФШМ, у которых не была отточена техника, и продавали звёзд в другие команды. Споры с главным тренером команды Сергеем Петренко привели к тому, что Панов был отправлен в дубль, а в 2006 году из-за недопонимания с руководителями вынужден был покинуть команду, которая на тот момент оказалась «в глубокой яме». Клуб в том же 2006 году вылетел из Премьер-лиги.

### Третье пребывание в «Зените»
В 2006 году Панов в третий раз пришёл в «Зенит», где желал завершить карьеру: переход состоялся благодаря Сарсании. Однако Панов вскоре осознал, что не был нужен «Зениту» и что его клуб организовал возвращение игрока всего лишь с целью дополнительного пиара, а не с целью борьбы за высокие места. Тренер петербуржцев Дик Адвокат игнорировал Панова, усадив его на скамейку запасных вместе с Александром Кержаковым, а внятного диалога между Пановым и тренером так и не сложилось. По мнению Панова, в «Зените» не было прежней атмосферы: в команде было множество легионеров, говоривших на разных языках и порой не понимавших друг друга; все игроки и руководители словно переживали «звёздную болезнь». С ролью запасного Панов мириться не хотел.
О кондициях самого игрока критически высказывался Владислав Радимов, обвиняя его в неудачах клуба: в гостевой игре 14 октября против «Спартака» Панов вышел на предпоследней минуте основного времени при счёте 0:0. По словам Радимова, Панов не углядел за защитником «красно-белых», который в итоге сделал голевой пас на Владимира Быстрова, что и принесло победу москвичам. После этого матча группа игроков потребовала от тренера петербуржцев Дика Адвоката больше не ставить Панова в основной состав, вследствие чего голландец окончательно перестал доверять Панову, который стал тренироваться без энтузиазма. Во время одного из завтраков Адвокат заявил Панову, что тот не подходит «Зениту» и должен искать другую команду. В итоге Панов окончательно ушёл из «Зенита»: последнюю игру он отыграл 26 ноября против «Томи» (ничья 0:0), заработав жёлтую карточку на 41-й минуте.

### Завершение карьеры в «Торпедо»
В межсезонье 2007 года главный тренер владивостокской «Луча-Энергии» Сергей Павлов предлагал Панову перейти в его команду, предлагая зарплату в три раза больше, чем московское «Торпедо», однако Панов отклонил это предложение. Рассматривался переход Панова в санкт-петербургское «Динамо», выступавшее уже под названием «Петротрест», однако инфраструктура клуба была в плачевном состоянии. В итоге Панов перешёл в третий раз за карьеру в московское «Торпедо». Выступая в 2007 году за эту команду, он нелицеприятно отзывался о её наставнике Георгии Ярцеве, называя его «нелепым» тренером, поскольку между ними постоянно были перепалки. Так, на одной из тренировок между игроком и тренером вспыхнула ссора, после которой Панова отправили на три месяца в дубль команды. Однако уже спустя месяц Панов вернулся в команду, поскольку у Ярцева фактически не оставалось забивных нападающих. Во время матча против курского «Авангарда» при счёте 0:2 в пользу курян Ярцев решился выпустить Панова: тот забил два гола и отдал две голевые передачи, принеся победу 4:2, однако отношения Ярцева с Пановым от этого не потеплели. В другом моменте во время тренировки Панов устроил перебранку с Ринатом Дасаевым, извинившись только через три дня.
23 октября 2007 года Панов провёл последнюю встречу в сезоне за «Торпедо» (поражение от «Урала» 2:4) и завершил игровую карьеру: имея желание играть в футбол, он не желал переезжать в другой город. В 2008 году Панов играл за команду любителей «Звёзды России», с 2009 года стал выступать за команды ветеранов, параллельно занимаясь бизнесом. 23 августа 2010 года Панов возобновил карьеру профессионального футболиста и был внесён в заявку московского «Торпедо»: он рассчитывал с командой выйти в Первый дивизион ПФЛ, а затем вернуться в Премьер-лигу. Его возвращение состоялось 28 августа в матче против клуба «Металлург-Оскол» из Старого Оскола (ничья 1:1), а 6 сентября в своей третьей игре против орловских «Русичей» он забил первый гол в сезоне и принёс команде победу 3:2, что стало для него преодолением некоего психологического барьера. Последний матч в году он провёл 24 октября 2010 года против подольского «Витязя» (ничья 0:0). Выиграв с командой Второй дивизион ПФЛ в том же году, Панов окончательно завершил профессиональную карьеру. По итогам своей карьеры Панов стал уникальным игроком «Торпедо», выступавшим за команду в премьер-лиге, первом и втором дивизионах ПФЛ.

## Карьера в сборной
Первую игру за сборную России Александр Панов провёл 18 ноября 1998 года против Бразилии в Форталезе: это был товарищеский матч, в котором россияне, играя экспериментальным составом, были разгромлены 1:5. Панов заменил Валерия Есипова на 52-й минуте и, по мнению газеты «Спорт-Экспресс», даже «внёс живинку в атаку» российской сборной, создав идеальный момент для Сергея Семака. На 63-й минуте Александр Панов отобрал мяч у Маркуса Асунсана и нанёс удар по воротам, который отразил вратарь Рожериу Сени, а спешившего на добивание Семака схватили за футболку, что стало поводом для назначения пенальти — его успешно реализовал Олег Корнаухов. Через пять минут очередной прорыв Панова завершился пасом на Семака, который нанёс сложный удар и снова заставил Сени вступить в игру. Второй матч Панова состоялся 27 марта 1999 года против Армении в Ереване и завершился победой россиян 3:0, но Панов отыграл там только первый тайм. В товарищеской игре от 19 мая того же года против Беларуси, прошедшей в Туле и завершившейся вничью 1:1, Панова подвергли критике за то, что он не реализовал ряд выгодных моментов в первом тайме. Тем не менее на матч 5 июня 1999 года против Франции главный тренер сборной России Олег Романцев поставил Панова в стартовый состав, а болельщики на сайте газеты «Спорт-Экспресс» единогласно поддержали это решение.
Игра против французов стала знаковой для Панова — в Сен-Дени на «Стад де Франс» сборная России сенсационно переиграла действующих чемпионов мира, сборную Франции, со счётом 3:2. Для самого Панова выход в стартовом составе был неожиданным, поскольку от Романцева ожидали выставление на острие атаки Сергея Юрана, Александра Ширко или Владимира Бесчастных. Первый гол во встрече против Франции Александр Панов забил на 38-й минуте после прострела с правого фланга Егора Титова и рикошета от руки Венсана Кандела, который дезориентировал Фабьена Бартеза, и тем самым открыв счёт в матче. Второй гол был забит на 75-й минуте при счёте 1:2 в пользу Франции: после неожиданного паса верхом из глубины Дмитрия Хлестова Панов убежал от двух защитников сборной Франции Марселя Десайи и Венсана Кандела, катнув мяч вперёд после обработки, и первым же касанием пробил по воротам. Панов утверждал, что нанёс обводящий удар зряче, пользуясь тем, что Бартез вышел из ворот, а мяч от штанги срикошетил в ворота. В эпизоде с третьим голом после прострела Ильи Цымбаларя Панова кто-то толкнул в спину, что помешало ему дотянуться до мяча и поразить пустые ворота — это сделал уже Валерий Карпин. Победу в той встрече Панов посвятил своему отцу, у которого день рождения был 8 июня, и своей супруге; также он связывал свою феерическую игру с куражом, который поймал ещё в недавнем финале Кубка России.
Победа России над Францией окрылила команду, которая проиграла три стартовых матча отборочного цикла к чемпионату Европы: с учётом побед над Арменией и Андоррой в марте россияне в 1999 году выиграли шесть официальных встреч подряд. Панов провёл в итоге все матчи 1999 года в составе сборной России, причём 18 августа в Минске в игре против Беларуси он забил третий гол в сборной (победа 2:0). Однако в решающей встрече квалификационной группы 9 октября 1999 года против сборной Украины была зафиксирована ничья 1:1, которая лишила россиян права участвовать даже в стыковых матчах отборочного цикла чемпионата Европы. В первом тайме при счёте 0:0 Александр Панов имел реальный момент открыть счёт после навеса Андрея Тихонова, однако в какой-то момент Панова ослепил свет прожекторов, и он не увидел мяча — тот ударился ему в плечо и пролетел над перекладиной. По словам Панова, это был самый обидный промах в его карьере игрока, поскольку в случае реализации момента игра могла пойти абсолютно по другому сценарию. Комментируя грубую ошибку Александра Филимонова в конце матча, которая привела к пропущенному голу, Панов говорил, что команда сама не реализовала много моментов, а перед матчем была скована из-за «сильнейшей накачки».
В 2000 году Панов участвовал как в товарищеских матчах сборной, которая пропустила Евро-2000, так и в начале отборочного цикла к чемпионату мира 2002 года. Осенью из-за гайморита Панов вынужден был пропустить матч сборной против Люксембурга. В сборную он вернулся только 15 ноября 2001 года, выйдя на 73-й минуте в товарищеском матче против Латвии и забив на 81-й минуте гол. Свою последнюю, 17-ю игру, Александр провёл 25 мая 2004 года в матче против Австрии, который закончился ничьей 0:0 — Панова вызвал Георгий Ярцев в расположение сборной в рамках подготовки к Евро-2004. Всего он провёл за команду 17 матчей и забил 4 гола. Помимо этого, 27 апреля 2004 года Панов провёл матч за вторую сборную России против второй сборной Германии, забив гол на 19-й минуте (ничья 1:1).
Панов фигурировал в списке кандидатов на поездку на чемпионат Европы 2004 года, но в итоге не попал в окончательную заявку. По версии, оглашённой пресс-атташе сборной России Андреем Тарабриным, причины исключения Панова из заявки носили спортивный характер, хотя сам тренер сборной Георгий Ярцев утверждал о некоей небольшой травме. Представитель редакции газеты «Спорт-Экспресс» Александр Просветов полагал, что на решение Ярцева не включать Панова в заявку могло подействовать некое перенесённое инфекционное заболевание.

## После окончания карьеры
Завершив карьеру, Панов остался жить в Москве, в Бутово, а в Санкт-Петербург приезжал редко. Панов намеревался заниматься строительным бизнесом, однако бросил его из-за проблем с покупателями, а позже купил в Кировске здание, которое сдавал под регистрационную палату (в 2010 году он сдавал в аренду некое помещение в Санкт-Петербурге). Также ему предлагали приобрести свечной завод в Санкт-Петербурге, однако Панов счёл участников этой сделки крайне подозрительными людьми. В интервью 2006 года Панов утверждал, что зарегистрировал в Ленинградской области юридическую фирму, занимающуюся вопросами недвижимости, а генеральным директором этой фирмы была его мать. Начиная с 2011 года, он также выступал за любительские клубы — люберецкое «Торпедо», московские «Протон» и «Барс», а также за команды ветеранов.
Параллельно Панов занимался развитием детского футбола в Москве: некоторое время существовала учреждённая им лига любительского футбола, названная в его же честь, а в ней играли 700 ребят. От тренерской карьеры Панов отказался осознанно, считая развитие детского футбола более важным и интересным для себя. По его словам, ещё со времён выступлений в «Сент-Этьенне» он обдумывал идею создания собственной детской школы, и в итоге в 2013 году им была основана футбольная школа «Пантера» (директор — Алексей Черенков). Название школы Панов расшифровывал следующим образом: «Пан» как часть его фамилии; «Т» как дань клубу «Торпедо», за который он выступал; «Эра» как наступившее для расцвета футбола время. В 2017 году Панов заявил о намерении учредить детскую московскую лигу ЛФЛ 8x8, а также создать взрослую команду, которая могла бы играть во Втором дивизионе ПФЛ. По состоянию на 2019 год был президентом Детской любительской футбольной лиги.
В интервью 2011 года Панов называл для себя наиболее важными командами санкт-петербургский «Зенит» и московское «Торпедо», отмечая также свои симпатии санкт-петербургскому «Динамо». При этом он говорил, что с современным «Зенитом» его не связывает ничего, поскольку в 2000 году после ухода из клуба оборвалась некая связь, и особо он не следил за выступлениями команды. В интервью 2017 года Панов уже выступил в поддержку московского «Спартака», став членом движения спартаковских болельщиков «Fratria» и заявив, что за «Зенит» в чемпионате не болеет. Панов обвинил петербургский клуб в том, что после 1999 года команда больше не была заинтересована в его возвращении; при этом он продолжал считать «Торпедо» важной для себя командой. Поводом для решения начать поддерживать «Спартак» стал случай, когда Панов с детьми пошёл на футбольный матч «Спартака» и «Краснодара» на стадионе «Открытие Арена»: по словам Панова, ощущения от поддержки болельщиков пробудили в нём былые ощущения, которые он испытывал во время игровой карьеры.

## Стиль игры
С самого начала карьеры Панов выделялся небольшим для нападающего ростом (165 см). Он играл на позиции центрального нападающего, причём нередко выступал на позиции чистого форварда: подобную расстановку практиковал Анатолий Бышовец ещё во время своей работы в «Зените». Панов характеризовался агрессивной игрой: выступая в паре с Юрием Русаковым в дубле «Зенита», он мог прорвать любую оборону противника благодаря спринтерской скорости, а его умение читать игру позволяло ему сотворить гол самостоятельно. Несмотря на свои скромные антропометрические данные, Панов обладал высокой скоростью, мог совершить ускорение и нанести неожиданный удар. Иногда он забивал головой: так, 17 июня 1998 года в игре чемпионата России против элистинского «Уралана» после подачи с фланга при счёте 1:1 Панов первым откликнулся на навес, перепрыгнув даже Александра Горшкова, и поразил ворота, принеся победу «Зениту». В интервью 2009 года Панов говорил, что сохранил скорость и технику даже после завершения профессиональной карьеры и перехода в любители. Серьёзным недостатком Панова были исполнение пенальти и игра в подыгрыше.
Освещая матч против Франции 1999 года, отечественная и мировая пресса сравнивала Панова с англичанином Майклом Оуэном, который был выше Панова ростом почти на 8 см. В канун матча Олег Романцев отмечал, что голы Панова в финале Кубка России были забиты отчасти благодаря удаче (пресса утверждала, что оборона «Динамо» играла не на своём уровне), а в игре против белорусов он минимум дважды из-за нехватки техники не сумел поразить ворота, вследствие чего делать ставку на Панова было бы высоким риском. Не имея достаточного опыта игры за сборную и большого хладнокровия, Панов всё же поймал кураж в матче против Франции и выполнил свою миссию, забив дважды и принеся россиянам победу. В том матче он нередко бросался за почти безнадёжные мячи и шёл в отбор, не давая французским защитникам разогнать атаку. Панов в ответ на сравнения с Оуэном говорил, что англичанин был намного выше его в классе и опыте, а сам Александр просто умел оказаться в нужное время в нужном месте, после чего отдать пас или даже сам пробить.

## Взгляды на футбол
Панов критически оценивал в 2010-е годы развитие футбола в России, утверждая о падении уровня российской Премьер-Лиги по сравнению с западными чемпионатами, слабо проработанных базах и некачественных полях для тренировок и проведения матчей: по его словам, в клубах снизилась конкуренция, а тактика игры стала примитивной. Панов выражал недоумение тому факту, что команды тратят средства не на развитие собственных воспитанников, а на массовую скупку низкокачественных легионеров и последующую их перепродажу, чтобы обеспечить себе финансирование. Панов критически оценивал работу Дика Адвоката и Фабио Капелло: первого он обвинял в том, что тот игнорирует молодых игроков и не включает их в состав сборной, а по поводу второго утверждал, что всю зарплату Капелло можно было бы потратить на обустройство детских футбольных школ в России.
Из наиболее серьёзных защитников, с которыми ему приходилось бороться в матчах, Панов выделял Марселя Десайи, отмечая его физическую мощь и выносливость, Юрия Ковтуна с его грубой манерой игры и Дмитрия Хлестова, умевшего читать позицию. Из тренеров, лучше всех понимавших игру, Панов выделял Анатолия Бышовца и Юрия Морозова, хотя возмущался запредельными физическими нагрузками, которые давал Морозов игрокам в качестве старшего тренера. Лучшим игроком мира называет Роберта Левандовского.
О своём характере Панов говорил как о «жутко непростом», поскольку с детства не боялся отстаивать свою точку зрения и игнорировал авторитетов, в связи с чем считал себя гопником. Из-за этой черты характера у него были конфликты почти со всеми тренерами, поскольку они пытались подстроить игру Панова под свой стиль: редким исключением стал Виктор Прокопенко. Также с особенной теплотой Панов относился к Виталию Лебедеву.

## Личная жизнь

### Семья и увлечения
Александр дважды женат: его первая супруга проживала в соседнем парадном, с ней он прожил шесть лет. В этом браке детей не было, а позже Александр развёлся с супругой и даже оставил ей большое имущество. Вторая супруга — москвичка Галина, от этого брака есть трое сыновей — Никита, Кузьма и Тимофей. Утверждает, что воспитывает детей в строгости.
Одно из его увлечений — театр: в интервью 2003 года Панов говорил, что смотрит ленкомовские спектакли, однако вместе с тем к опере относился прохладно. Азартными играми Александр не увлекался: некоторое время он играл в карты на сборах, однако после того, как проиграл крупную сумму денег, зарёкся когда-либо играть в карты. По состоянию на 2009 год занимался отделкой дачи в Подмосковье.

### Вредные привычки
Вредные привычки и зависимости (курение, алкоголизм, наркомания) у Панова появились, по его словам, в связи с опустошительными последствиями распада СССР и разрушением национальной экономики: у его сверстников под влиянием кинобоевиков сформировалось желание стать бандитами. Многие из его друзей, которые были заядлыми наркоманами, в итоге рано умерли, разрушив своё здоровье вредными привычками. Один из немногих, кого миновала эта участь, друг детства по имени Игорь, помог Александру избавиться от зависимостей. По словам Панова, ему даже делали пункцию печени, что он считал моментом самой сильной физической боли в своей жизни
У Панова также были в прошлом проблемы с законом: однажды, провожая товарища в армию, вместе с подвыпившими друзьями они попытались выпроводить из автобуса нетрезвого человека. Произошла массовая драка, после которой всех задержала милиция. Панову грозило шесть лет за разбой с нанесением телесных повреждений, однако выяснилось, что пострадавший был другом отца одного из ребят: его убедили забрать заявление из милиции.

### Общественная позиция
В 1999 году Панов поддержал кандидатуру президента «Зенита» Виталия Мутко на выборах губернатора Санкт-Петербурга. В 2009 году выступил против массового закрытия казино в России, заявив, что достаточно было бы закрыть ларьки с игровыми автоматами у метро. В интервью Юрию Дудю 2012 года заявил в том, что его мечтой является мир во всём мире. В 2017 году подтвердил, что верен своим словам, отметив, что ряд его прогнозов об общественно-политической жизни, данных в интервью Дудю, сбылся.

## Достижения

### Командные
«Зенит»
- Обладатель Кубка России: 1998/1999[1][7]
- Финалист Кубка Интертото: 2000[24]

«Торпедо» (Москва)
- Победитель второго дивизиона ПФЛ (зона «Центр»): 2010[8][7]

### Личные
- В списках 33 лучших футболистов Чемпионата России: № 1 — 1999[50] и 2000[51]; № 3 — 1998[52] и 2004[53]
- Лучший бомбардир второй лиги: 1993[12]
- Лучший футболист первого дивизиона по версии газеты «Спорт-Экспресс»: 2003[54]
- Лучший бомбардир первого дивизиона: 2003[7]
- Обладатель премии «Стрелец» в номинации «Лучший нападающий сезона»: 1999 год[55]

## Статистика выступлений
Данные приводятся в соответствии с сайтом FootballFacts.ru
| Клуб               | Сезон            | Лига | Лига | Кубки | Кубки | Еврокубки | Еврокубки | Итого | Итого |
| Клуб               | Сезон            | Игры | Голы | Игры  | Голы  | Игры      | Голы      | Игры  | Голы  |
| ------------------ | ---------------- | ---- | ---- | ----- | ----- | --------- | --------- | ----- | ----- |
| Зенит              | 1994*            | 25   | 4    | 2     | 0     | —         | —         | 27    | 4     |
| Зенит              | Итого            | 25   | 4    | 2     | 0     | 0         | 0         | 27    | 4     |
| Динамо (Вологда)   | 1995**           | 3    | 0    | 0     | 0     | —         | —         | 3     | 0     |
| Динамо (Вологда)   | Итого            | 3    | 0    | 0     | 0     | 0         | 0         | 3     | 0     |
| Зенит              | 1997             | 22   | 4    | 3     | 1     | —         | —         | 25    | 5     |
| Зенит              | 1998             | 23   | 8    | 2     | 1     | —         | —         | 25    | 9     |
| Зенит              | 1999             | 29   | 5    | 3     | 2     | 2         | 1         | 34    | 8     |
| Зенит              | 2000             | 16   | 8    | 0     | 0     | 1         | 1         | 17    | 9     |
| Зенит              | Итого            | 90   | 25   | 8     | 4     | 3         | 2         | 101   | 31    |
| Сент-Этьен         | 2000/01          | 7    | 1    | 0     | 0     | —         | —         | 7     | 1     |
| Сент-Этьен         | 2001/02*         | 9    | 0    | 1     | 0     | —         | —         | 10    | 0     |
| Сент-Этьен         | Итого            | 16   | 1    | 1     | 0     | 0         | 0         | 17    | 1     |
| → Лозанна          | 2000/01          | 3    | 0    | 0     | 0     | —         | —         | 3     | 0     |
| → Лозанна          | Итого            | 3    | 0    | 0     | 0     | 0         | 0         | 3     | 0     |
| Динамо (Москва)    | 2002             | 24   | 4    | 1     | 0     | —         | —         | 25    | 4     |
| Динамо (Москва)    | Итого            | 24   | 4    | 1     | 0     | 0         | 0         | 25    | 4     |
| Динамо (С-Пб)      | 2003*            | 39   | 23   | 0     | 0     | —         | —         | 39    | 23    |
| Динамо (С-Пб)      | Итого            | 39   | 23   | 0     | 0     | 0         | 0         | 39    | 23    |
| Торпедо (Москва)   | 2004             | 30   | 15   | 2     | 2     | —         | —         | 32    | 17    |
| Торпедо (Москва)   | 2005             | 28   | 10   | 5     | 1     | —         | —         | 33    | 11    |
| Торпедо (Москва)   | 2006             | 9    | 2    | 4     | 1     | —         | —         | 13    | 3     |
| Торпедо (Москва)   | Итого            | 67   | 27   | 11    | 4     | 0         | 0         | 78    | 31    |
| Зенит              | 2006             | 8    | 0    | 1     | 1     | 0         | 0         | 9     | 1     |
| Зенит              | Итого            | 123  | 29   | 11    | 5     | 3         | 2         | 137   | 36    |
| → Торпедо (Москва) | 2007*            | 25   | 8    | 2     | 1     | —         | —         | 27    | 9     |
| → Торпедо (Москва) | Итого            | 25   | 8    | 2     | 1     | 0         | 0         | 27    | 9     |
| Торпедо (Москва)   | 2010**           | 8    | 2    | 0     | 0     | —         | —         | 8     | 2     |
| Торпедо (Москва)   | Итого            | 100  | 37   | 13    | 5     | 0         | 0         | 113   | 42    |
| Всего за карьеру   | Всего за карьеру | 308  | 94   | 26    | 10    | 3         | 2         | 337   | 106   |

## Образ в творчестве
Александр Панов упоминается в песне «Форварды» группы «Бивни»:

Я все на свете забывал,

Когда он оборону рвал

Ракетой безбашенной.

Как провожали в никуда

Любимца нашего тогда,

Никто нас не спрашивал.

Оуэн, Рауль, Клюйверт, Бати-гол…

Меня же восхищал Санёк Панов.

В песне «Моё сердце» группы «Сплин» есть строки, которые являются прямой отсылкой к выступлению Панова в игре против Франции:

Но так и я, слава Богу,

Не Рики не Мартин,

Не выдвигался на «Оскар»,

Французам не забивал.

В одном из своих интервью Александр Панов поблагодарил Александра Васильева за эту песню, отмечая при этом, что в песне используется собирательный образ, поскольку третий гол в матче забивал Валерий Карпин.

## Матчи Панова за сборную России
| Матчи Панова за сборную России | Матчи Панова за сборную России | Матчи Панова за сборную России | Матчи Панова за сборную России | Матчи Панова за сборную России | Матчи Панова за сборную России | Матчи Панова за сборную России |
| ------------------------------ | ------------------------------ | ------------------------------ | ------------------------------ | ------------------------------ | ------------------------------ | ------------------------------ |
| №                              | Дата                           | Оппонент                       | Счёт                           | Голы Панова                    | Соревнование                   |                                |
| 1                              | 18 ноября 1998                 | Бразилия                       | 1:5                            | -                              | Товарищеский матч              |                                |
| 2                              | 27 марта 1999                  | Армения                        | 3:0                            | -                              | Отборочные матчи ЧЕ-2000       |                                |
| 3                              | 19 мая 1999                    | Беларусь                       | 1:1                            | -                              | Товарищеский матч              |                                |
| 4                              | 5 июня 1999                    | Франция                        | 3:2                            | 2                              | Отборочные матчи ЧЕ-2000       |                                |
| 5                              | 9 июня 1999                    | Исландия                       | 1:0                            | -                              | Отборочные матчи ЧЕ-2000       |                                |
| 6                              | 18 августа 1999                | Беларусь                       | 2:0                            | 1                              | Товарищеский матч              |                                |
| 7                              | 4 сентября 1999                | Армения                        | 2:0                            | -                              | Отборочные матчи ЧЕ-2000       |                                |
| 8                              | 8 сентября 1999                | Андорра                        | 2:1                            | -                              | Отборочные матчи ЧЕ-2000       |                                |
| 9                              | 9 октября 1999                 | Украина                        | 1:1                            | -                              | Отборочные матчи ЧЕ-2000       |                                |
| 10                             | 23 февраля 2000                | Израиль                        | 1:4                            | -                              | Товарищеский матч              |                                |
| 11                             | 26 апреля 2000                 | США                            | 2:0                            | -                              | Товарищеский матч              |                                |
| 12                             | 31 мая 2000                    | Словакия                       | 1:1                            | -                              | Товарищеский матч              |                                |
| 13                             | 4 июня 2000                    | Молдова                        | 1:0                            | -                              | Товарищеский матч              |                                |
| 14                             | 16 августа 2000                | Израиль                        | 1:0                            | -                              | Товарищеский матч              |                                |
| 15                             | 2 сентября 2000                | Швейцария                      | 1:0                            | -                              | Отборочные матчи ЧМ-2002       |                                |
| 16                             | 14 ноября 2001                 | Латвия                         | 3:1                            | 1                              | Товарищеский матч              |                                |
| 17                             | 25 мая 2004                    | Австрия                        | 0:0                            | -                              | Товарищеский матч              |                                |

Итого: 17 матчей / 4 гола; 11 побед, 4 ничьи, 2 поражения.

## Комментарии
1. ↑  Премьер-Лига, Лига-1
2. ↑  Кубок России, Кубок французской лиги
3. ↑  Кубок УЕФА, Кубок Интертото

### Профили
- Профиль. zenit-history.ru. Дата обращения: 1 апреля 2021.
- Профиль. ФК «Торпедо» Москва. Архивировано 15 августа 2007 года.
- Профиль. Легионеры на Куличках. Дата обращения: 1 апреля 2021.

### Интервью
- Юрий Голышак. Будущее прекрасно. Спорт-Экспресс (17 октября 2003). Дата обращения: 4 апреля 2021.
- Дмитрий Егоров. Панов: мой дом — Москва, а не Питер. И да, я фанат «Спартака», не «Зенита». Чемпионат.com (16 августа 2017). Дата обращения: 3 апреля 2021.
- Александр Кружков, Юрий Голышак. Александр Панов: "Гробовая тишина. И лишь Бесчастных орал на Филимонова...". Спорт-Экспресс (24 июля 2009). Дата обращения: 4 апреля 2021.
- Александр Кузьмин. Четыре этапа футбольной жизни Панова. Спорт-Экспресс (7 июня 1999). Дата обращения: 4 апреля 2021.
- Олег Лысенко. Панов: мне смешно смотреть на этот футбол. Чемпионат.com (21 января 2011). Дата обращения: 4 апреля 2021.
- Олег Лысенко. Панов: одна мечта осталась в жизни… Чемпионат.com (21 января 2011). Дата обращения: 4 апреля 2021.
- Александр Львов. Откровенный Панов. О наркотиках, тяжелом прошлом, "Зените" и любви к "Спартаку". Спорт-Экспресс (30 июня 2019). Дата обращения: 4 апреля 2021.
- Елена Савоничева. Александр Панов: «…А за Ионовым буду следить лично!» // Советский спорт. — 2012. — 24 января (№ 3 (398)).